# فاضل آباد تلخاب (مقاطعة تشرام)
فاضل‌آباد تلخاب (بالفارسية: فاضل‌آباد تلخاب) هي قرية تقع في قسم سرفارياب الريفي (مقاطعة تشرام) في إيران. يقدر عدد سكانها بـ 51 نسمة .